# Malukui varjú
A malukui varjú (Corvus validus) a madarak osztályának verébalakúak (Passeriformes) rendjébe és a varjúfélék (Corvidae) családjába tartozó faj.

## Rendszerezése
A fajt Charles Lucien Jules Laurent Bonaparte francia ornitológus írta le 1850-ben.

## Előfordulása
Az Indonéziához tartozó Maluku-szigetek területén lévő Morotai, Halmahera, Kayoa, Bacan és Kasiruta szigeteken honos. Természetes élőhelyei a szubtrópusi és trópusi síkvidéki esőerdők, valamint legelők, ültetvények, vidéki kertek és másodlagos erdők. Állandó, nem vonuló faj

## Megjelenése
Testhossza 53 centiméter.

## Természetvédelmi helyzete
Az elterjedési területe nagy, de az erdőirtás miatt gyorsan csökken, egyedszáma szintén csökken. A Természetvédelmi Világszövetség Vörös listáján mérsékelten fenyegetett fajként szerepel.